# Gerhard Reuter
Gerhard Reuter, född 30 september 1929 i Suhl i Tyskland, död 26 april 2019 i Berlin i Tyskland, var en tysk veterinär och forskare.
Gerhard Reuter växte upp som den äldre av två söner till läraren Kurt Reuter. Efter studentexamen 1948 praktiserade han inom jordbruk och trädgårdsskötsel. År 1949 påbörjade han studier på lärarhögskolan i Wilhelmsthal nära Eisenach och var därefter lärare 1950–1952 i Mühlhausen i Thüringen. Han studerade därefter veterinärmedicin på Freie Universität Berlin 1952–1954 och på Justus-Liebig-Universität Gießen 1955–1956. Han avlade examen 1957 och fick legitimation som veterinär 1958. Han disputerade i veterinärmedicin 1958 vid Freie Universität Berlin.
Han arbetade från 1958 framför allt med livsmedelshygien och blev 1969 professor på Freie Universität Berlin. 
Han ägnade en stor del av sitt liv till forskning om mjölksyrabakterien Limosilactobacillus reuteri, som också fått namn efter honom. Också den antimikrobiska substansen reuterin är döpt efter honom.
Reuter war gift med Gisela Essrich. Paret hade två barn.